# Tikøb
Tikøb er en mindre by i Nordsjælland med 693 indbyggere  (2024), beliggende i Tikøb Sogn midt imellem 4 større byer. Der er ca 10 kilometer fra Helsingør, 6 fra Fredensborg, 8 fra Espergærde og 8 kilometer fra Hornbæk. Tikøb tilhører Helsingør Kommune og er beliggende i Region Hovedstaden.

## Etymologi
Tikøb (Esrum Klosters Brevbog 1158-77 Tiwithcop) består af tre led: Ti = Tyr (Tyr var vikingetidens krigsgud) with i betydningen "skov" samt -køb. Tiwith i betydning "Gudeskoven".

## Historie
Tikøb går tilbage til tidligste middelalder; byen omtales første gang i 1170. Byen blev midtpunkt for Tikøb Sogn, og en teglstenskirke opført formentlig i slutningen af 1100-tallet eller begyndelsen af 1200-tallet. Landsbyen havde nærmest U-form: den lå langs veje, der gik øst, syd og vest om en stor sø. Matrikelkort fra begyndelsen af 1800-tallet viser, at kirke, præstegård og senere skole lå øst for søen, en kro dog over for kirken. En gård og en smedje lå syd for søen. Flere gårde og en vindmølle lå vest for søen.
Tikøb omfattede i 1682 6 gårde, 1 hus med jord og 3 huse uden jord. Det samlede dyrkede land var 175,8 tdr land skyldsat til 41,22 tdr hartkorn. Dyrkningsformen var trevangsbrug.
I 1722 oprettedes en rytterskole i landsbyen.
Den første samlede topografiske og historiske skildring af Tikøb sogn blev skrevet af magister Garboe, der var præst ved Tikøb – og senere Hornbæk – kirker. I 1743 skrev han bl.a.:
Luften er sund, landet ligger højt, vejene er overalt velindrettede, brolagte og gode. Men ulempen ved Tikøb Sogn er, at jorden for det meste er skarp og ufrugtbar; mængden af bøg og andre træer, lyng, tjørn og enebær tager al kraft fra jorden. Bønderne må købe både sæd til at æde og sæd til at så, så intet sted i landet er dyrere med alle ting end i denne egn. De grønne skove har man, men ikke guldet, sulet (fra svinene) kan bønderne have, men ikke altid brødet.
Da munkene i slutningen af 1100-tallet havde bygget deres nye kirke i Tikøb færdig havde de opført en imponerende teglstensbygning – men Tikøb sogn var også meget stort. Efter et kirkebesøg var det naturligt, at man kunne få mad, drikke og hvile. Tænk på den tids transportmuligheder! Derfor blev kroen etableret. Årstallet 1198 (som der stod på den brændte bygning) er næppe korrekt, men der har været drevet krovirksomhed på dette sted fra en tidlig middelalder. Den ældste del af den nuværende bygning stammer fra 1862.
Da sognekommunerne blev oprettede i 1842, blev Tikøb hjemsted for sognerådet for Tikøb-Hornbæk-Hellebæk sognekommune (senere blot Tikøb Kommune). I 1861 oprettedes en Forsøgelses-Arbejds- og Sindsygeanstalt for gamle, vanføre, sindssyge, endog forældreløse børn. I 1911 blev en afdeling oprettet særligt som plejehjem, mens de sindssyge forsvandt i 1921. I 1860’erne fik Tikøb sit første brandværn i form af en brandsprøjte i et lille sprøjtehus. Byen havde omkring 1900 foruden kirke, præstegård og skole en fattiggård, kro, vindmølle og andelsmejeri, desuden fik byen et mejeri, telefoncentral, Tikøb Brugsforening (fra 1920) posthus, en afdeling af "Bondestandens Sparekasse" (oprettet i 1929), men ellers var udviklingen såre beskeden. I stedet var det bysamfundene ved kysterne, der voksede (Hornbæk, Hellebæk, Ålsgårde, Snekkersten, Espergærde), og i 1954-55 blev kommunekontoret flyttet til Espergærde.
I 1930-erne blev Hornbækvejen (landevejen til Hornbæk) ført øst om byen. En brandstation for hele Tikøb Kommune oprettedes i 1931 og blev placeret i en bygning ved det daværende kommunekontor. I 1954 blev bygget en ny brandstation ved Tikøb Skole.
I 1947 fik kommunen lavet et forslag til Dispositionsplan for Tikøb Kommune, og heri indgik en omfartsvej (Harreshøjvej) nord om byen. Denne blev dog først taget i brug i 1964, men den gav mulighed for udstykning af et boligkvarter mellem landsbyen og omfartsvejen, idet søen blev udtørret.
Tikøb havde 390 indbyggere i 1935, 361 i 1940, 421 i 1945, 305 i 1960, 389 i 1965 og 725 i 1967.

## Kultur
Der har altid været et aktivt foreningsliv i byen omfattende idrætsforening, skytteforening, husholdningsforening, Tikøb Borger- og Grundejerforening, afdelinger af KFUM- og KFUK-spejderne samt Tikøb Missionsforening.
Byen huser desuden benzintanken fra filmen Baronessen fra benzintanken.